# Iwan Alexandrowitsch Iljin
Iwan Alexandrowitsch Iljin (russisch Иван Александрович Ильин; * 28. Märzjul. / 9. April 1883greg. in Moskau; † 21. Dezember 1954 in Zollikon nahe Zürich) war ein russischer Philosoph, Schriftsteller und Publizist. Er war Gegner des Bolschewismus, Anhänger der Weißen Armee, konservativer Monarchist, Slawophiler und Sympathisant des Faschismus.

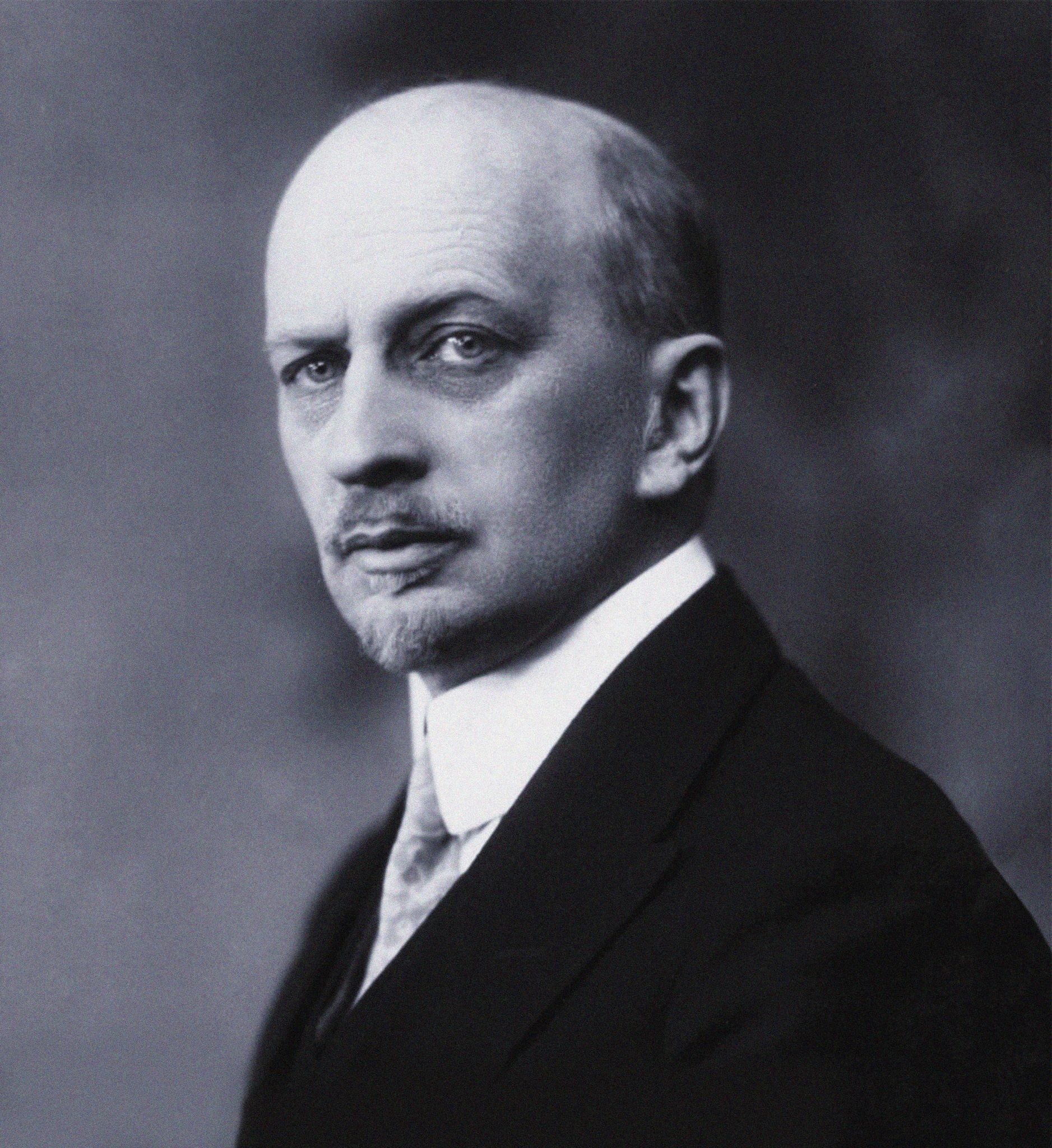
Iwan Iljin (1883–1954)

Eine breite Rezeption machte Iljin zu einem der einflussreichsten russischen Philosophen des 20. Jahrhunderts. Gleichwohl ist sein Werk inhaltlich umstritten. Insbesondere sein Engagement für den Nationalsozialismus im Jahr 1933 sowie seine Auffassung des Faschismus als Reaktion auf den linken Totalitarismus sind bis heute Gegenstand kontroverser Debatten.
Seine Ansichten und Gedanken über die Gesellschaftsorganisation in Russland und die Sowjetunion hatten und haben großen Einfluss auf andere russische Schriftsteller, Intellektuelle und Politiker, darunter Alexander Solschenizyn und Wladimir Putin.

## Leben
Iwan Iljin entstammte einer aristokratischen Familie aus Moskau, die ihre Wurzeln bis zur Rurikiden-Dynastie zurückführte. Sein Vater, Alexander Iwanowitsch Iljin (1851–1925), wurde im Großen Kremlpalast geboren und wuchs dort auf, da Iljins Großvater Iwan Iwanowitsch Iljin (1799–1865) als Kommandant des Palastes diente. Alexander Iljins Patenonkel war der Zarewitsch, der spätere Zar Alexander II. von Russland. Iwan Iljins Mutter, Caroline Louise (1858–1942), war als Tochter von Julius Schweikert (1807–1876) und Katharina Küster (1824–1890) eine Deutschrussin lutherischen Bekenntnisses, konvertierte aber später zur russischen Orthodoxie und nahm den Namen Jekaterina Juljewna an. 1880 heiratete sie Alexander Iljin.
1906 absolvierte Iwan Iljin ein juristisches Studium an der Kaiserlichen Moskauer Universität (heute Lomonossow-Universität) und verblieb danach als Wissenschaftlicher Mitarbeiter an der juristischen Fakultät. Sein Lehrer war der Rechtsphilosoph Pawel Nowgorodzew (1866–1924), der auch die Position des Direktors des Moskauer Handelsinstituts bekleidete und der Ersten Staatsduma angehörte. Politisch orientierte er sich zunächst an den Sozialrevolutionären, schloss sich aber bald den Konstitutionellen Demokraten an.
Am 27. August 1906 heiratete Iljin Natalia Nikolajewna Wokatsch, die in der Folge als Übersetzerin und Kunsthistorikerin arbeitete. 1909 wurde er Privatdozent an der juristischen Fakultät und begab sich Ende 1909 mit seiner Frau auf eine zweijährige Forschungsreise nach Deutschland, Italien und Frankreich. 1918 schrieb er eine Dissertation über „Die Philosophie Hegels als Lehrwerk über das Wesen Gottes und des Menschen“ und wurde zum Professor der Rechtswissenschaften ernannt. Wegen anti-kommunistischer Betätigung wurde er mehrmals verhaftet und sogar zum Tode verurteilt, dann jedoch im September 1922 zusammen mit 160 weiteren Intellektuellen aus Russland verbannt.
Iljin kam mit seiner Frau im September 1922 auf dem Philosophenschiff in Stettin an und zog ein Jahr später nach Berlin zu Nikolai Berdjajew, der die „Religionsphilosophische Akademie“ gegründet hatte, wo Iljin bis 1934 als Professor am „Russischen Wissenschaftsinstitut“ beschäftigt war. In dieser Zeit wurde er zu einem der wichtigsten Ideologen der Weißen Bewegung im Ausland.
In seinem Werk Über den gewaltsamen Widerstand gegen das Böse forderte er, „zu verhaften, zu verurteilen und zu erschiessen“, was Maxim Gorki ein „Evangelium der Rache“ nannte und Nikolai Berdjajew mit einer „Tscheka Gottes“ gegen die bolschewistische Tscheka verglich.
Zwischen 1927 und 1930 war er Redakteur und Herausgeber der Zeitschrift „Russische Glocke“ (Русский колокол). 1933 äußerte er Verständnis für Hitlers Machtergreifung, sah er doch im Faschismus eine Antwort auf die bolschewistische Barbarei; er feierte Hitler als Verteidiger Europas und lobte den „neuen nationalsozialistischen Geist“, wobei er die Verfolgung der Juden kleinredete. 1934 wurde er jedoch von den Nationalsozialisten kurzzeitig verhaftet und erhielt in der Folge ein Lehr- und Schreibverbot. Mit Unterstützung Sergei Rachmaninows stellte er und seine Frau 1938 während eines Urlaubs im Tessin ein Aufenthaltsgesuch für die Schweiz und übersiedelte nach Genf. Von der Schweiz aus setzte er seine publizistische Arbeit bis an sein Lebensende fort. Noch nach dem Zweiten Weltkrieg äußerte er sich positiv über Francisco Franco und António de Oliveira Salazar, die „die Fehler des Faschismus und Nationalsozialismus verstanden hätten und versuchten, diese Fehler zu vermeiden“.
Iljin wurde in der Schweiz überwacht, da man sich in der Schweiz uneins war, wer er eigentlich sei. In einem Gutachten des Armeekommandos von 1942 wurde Entwarnung gegeben im Bezug auf die direkte Sicherheit der Schweiz; seine Vorträge seien „national in dem Sinn, dass es sich gegen den gesamten Westen richtet“.
Die letzten Jahre lebten die Iljins im Dorf Zollikon, einem Vorort von Zürich. Iljin starb am 21. Dezember 1954. Seine Frau widmete sich bis zu ihrem Tod 1963 der Veröffentlichung seiner Werke. 2005 wurden seine Gebeine, finanziert von Viktor Wekselberg, exhumiert und im Donskoi-Kloster, wo auch Puschkin und Solschenizyn liegen, in Anwesenheit von Putin bestattet.

## Positionen
Iljins Aufmerksamkeit galt zunächst der Rechtsphilosophie und politischen Ethik, dann bald der Politik. So publizierte er 1915 über die Teilnahme Russlands am Ersten Weltkrieg. Im gleichen Jahr gab er mit Michail Gernet (1874–1953) und anderen eine umfassende Studie über die „Grundlagen der Rechtswissenschaft“ heraus.
Philosophisch gehört Iljin zu den Rechtshegelianern, es lassen sich jedoch auch Einflüsse von Kant, Fichte, Husserl und Scheler erkennen. Intensiv befasst hat er sich mit der Phänomenologie und dem Religionsphilosophen Wladimir Solowjow (1853–1900).
In seinem Werk „Über die Staatsform“ plädierte Iljim angesichts der politischen Entwicklung und seines Standes für „eine nationale, patriotische, keineswegs totalitäre, jedoch autoritäre, zugleich erzieherische und erweckende, Diktatur“. Weiterhin sah er in den Beziehungen zur Ukraine und zu den Völkern des Kaukasus für Russland große Probleme.
Auch hatte er in der Schweiz eine zukünftige Verfassung für Russland nach dem Zusammenbruch des Kommunismus entworfen, das Grundgesetz des Russischen Imperiums. Weil er die europäischen Republiken dem Untergang geweiht sah, hielt er die Demokratie für schädlich für Russland. Es müsse stattdessen eine „erzieherische und wiedergebärende Diktatur“ eingerichtet werden. Gegenstände der „nationalen Erziehung“ in dieser Aristokratie sollten neben Geschichte, Armee, Territorium und Wirtschaft auch Gebete, Märchen und Heiligenlegenden sein.

## Nachleben
Die Lehren Iljins, soweit sie eine Ideologie über den gegenwärtigen Staat Russland berühren, haben in der Führung des modernen Russland ab den 2010er Jahren eine wachsende Bedeutung gewonnen.
In der Sowjetunion war Iljin weitgehend unbekannt, weil die staatliche Zensur seine Werke nicht ins Land ließ, und auch im postsowjetischen Russland hat man sich an ihn nicht gleich erinnert. Iljins Bedeutung wuchs jedoch schlagartig, als einer seiner Anhänger, der prominente Regisseur Nikita Michalkow, die seinem testamentarischen Wunsch entsprechende Umbettung seiner sterblichen Überreste auf den Friedhof des Donskoi-Klosters veranlasste, und an dieser Zeremonie, bei der auch der umstrittene weiße Bürgerkriegsgeneral Anton Denikin beigesetzt wurde, auch der russische Staatspräsident Wladimir Putin sowie der russisch-orthodoxe Patriarch Alexis II., der von einem „Zeichen der wiederhergestellten Einheit zwischen der russischen Nation und der orthodoxen Kirche“ sprach, teilnahmen. Noch im gleichen Jahr wurden mehrere Bände von Iljins Werken herausgegeben und ein Film „Iljins Testament“ gedreht. Seitdem steigt Iljins Ansehen, besonders unter den Anhängern der Russisch-Orthodoxen Kirche.
Walter Laqueur nannte neben Iljins Religiosität und Nationalismus vor allem den von ihm zu einem Dogma erhobenen und bis heute nachwirkenden Glauben an das russische Sendungsbewusstsein.
Ulrich Schmid nennt Iljin den Stichwortgeber des neuen Putin’schen Nationalismus. Die russische Präsidialverwaltung verteilte im Januar 2014 „Unsere Aufgaben“ an Gouverneure, wichtige Beamte und die Kader von Einiges Russland, nachdem der Präsident u. a. Iljin zitiert hatte. Putins diskrete Bezugnahmen auf Iljin von 2000 bis 2008 hätten sich nach 2012 verstärkt. Die in den Reden vermittelte Doktrin „verspricht dem Rest der Welt eine eher unruhige Zukunft“, so Michel Eltchaninoff im Jahr 2014. Der US-amerikanische Politikhistoriker Timothy Snyder analysierte in seiner Studie The Road to Unfreedom („Der Weg in die Unfreiheit“, deutsch 2018) das politische Denken Putins, das er als „Politik der Ewigkeit“ bezeichnet, und wies dabei eindrücklich auf die prägende Bedeutung des Gedankenguts Iljins sowie auf die davon ausgehenden Gefahren hin.

„Putins Lieblingsautor Iwan Iljin beschreibt eine verworrene und zerbrochene Welt, die Russland mit Gewalt heilen müsse, und zwar mithilfe eines starken Führers, der die Demokratie zum reinen Ritual macht. Das Projekt heißt: Die Welt ist nicht sie selbst, solange sie nicht russische Werte lebt.“

## Werke

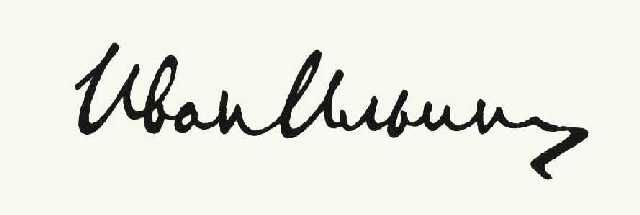
Iljins Unterschrift

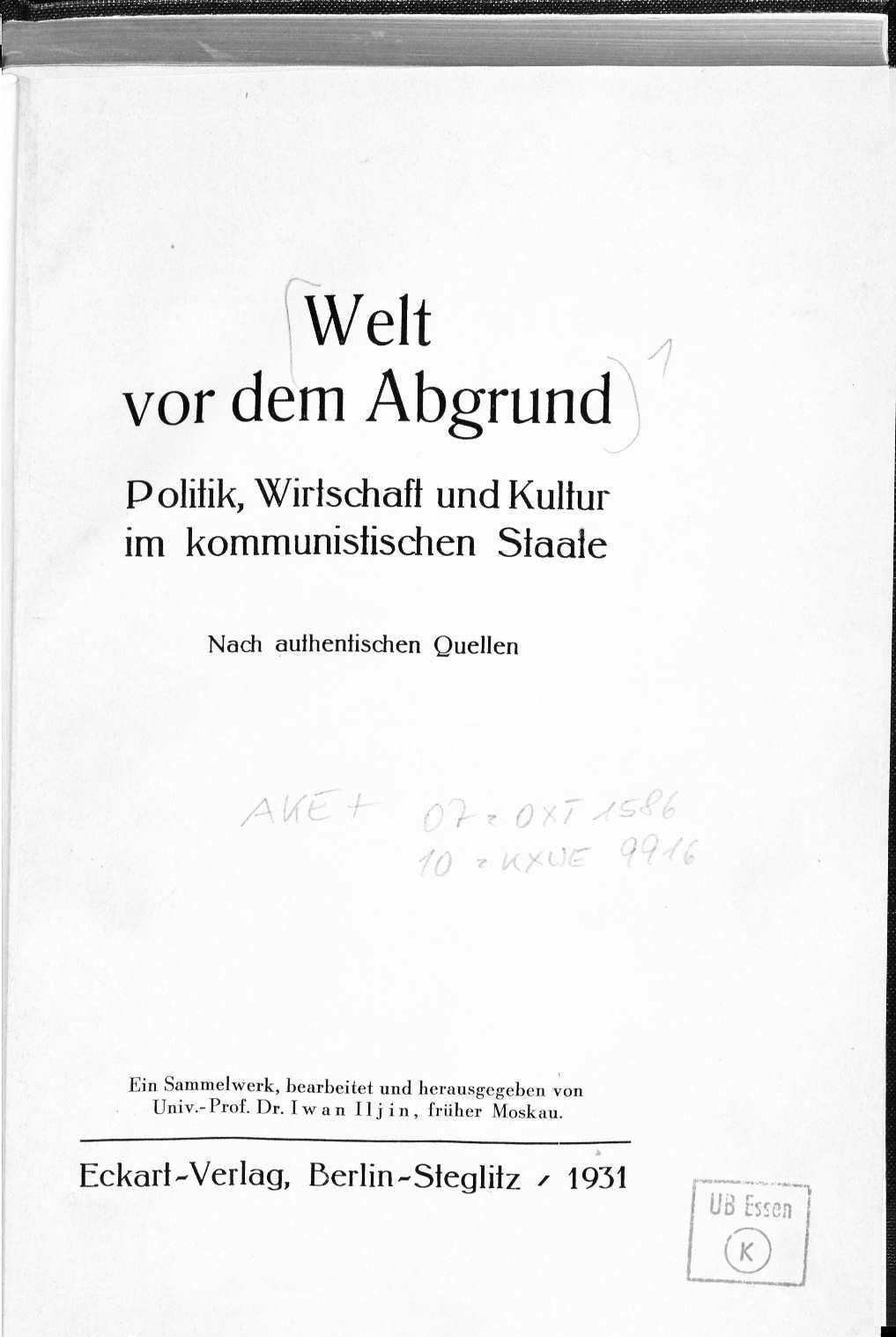
Welt vor dem Abgrund. 1931

Iwan Iljin schrieb über 50 Bücher und Broschüren und hunderte Artikel auf Russisch, Deutsch und in anderen europäischen Sprachen. Fast alle seine Werke hatten einen politischen, sozialen oder religiösen Charakter und bezogen sich auf Russland. Zu den bekanntesten gehört sein Buch „Die Begriffe Monarchie und Republik“, seine Artikelreihe „Vom künftigen Russland“ sowie das 1956 erschienene Buch „Unsere Aufgaben“ mit einer umfangreichen Artikelsammlung aus der Feder Iljins zwischen 1948 und 1954.
Anmerkung: Die Titel wurden in die deutsche Sprache übersetzt. Schriften, die (auch) in deutscher Sprache erschienen, sind gekennzeichnet.
- Die Begriffe Recht und Gewalt – Versuch einer methodologischen Analyse, Moskau 1910
- Die Idee der Persönlichkeit in der Lehre Stirners. In: Voprosy filosofii i psichologii, XXII/I, 1911, S. 55–93
- Die Krise der Idee des Subjektes in der Wissenschaftslehre des älteren Fichte, Moskau 1912
- Die Philosophie Fichtes als Religion der Gegenwart,  Moskau 1914
- Der sittliche Grundwiderspruch des Krieges, Moskau 1915
- Der geistige Sinn des Krieges – Krieg und Kultur, Moskau 1915
- Grundlagen der Rechtswissenschaft mit anderen, Moskau 1915
- Lehre von Gott, Moskau 1918
- Lehre vom Menschen, Moskau 1918 (beide Arbeiten sind 1946 in Bern gekürzt in deutscher Sprache mit dem Titel Die Philosophie Hegels als kontemplative Gotteslehre erschienen)
- Der religiöse Sinn der Philosophie, Paris 1925
- Die Heimat und wir, Berlin 1925
- Über den gewaltsamen Widerstand gegen das Böse, Berlin 1925; deutsche Erstübersetzung: Adorján Kovács (Hg.), Edition Hagia Sophia, Wachtendonk 2018, ISBN 978-3-96321-005-1
- 1930: Welt vor dem Abgrund. Politik, Wirtschaft und Kultur im kommunistischen Staate. Nach authentischen Quellen. Ein Sammelwerk von 12 Autoren. Umschlagsdesign: German von Schmidt. Geleitwort 1930 von Freiherr W. von Wrangel. Eckart-Verlag, Berlin-Steglitz 1930.
- Gift, Geist und Wesen des Bolschewismus (deutsch) Genf 1931
- Über Russland – Drei Reden, Sofia 1934
- Die Grundlagen des Schönen – Über das Vollkommene in der Kunst, Riga 1937
- Puschkins prophetischer Aufruf, Riga 1937
- Der Weg der geistigen Erneuerung, Belgrad 1937
- Die Grundlagen des Kampfes für ein nationales Russland, Narva 1938
- Ich schaue ins Leben (deutsch) Berlin 1938
- Die ewigen Grundlagen des Lebens (deutsch) Zürich 1939
- Das verschollene Herz: ein Buch stiller Betrachtungen (deutsch) Haupt, Bern 1943
- Wesen und Eigenart der russischen Kultur (deutsch) Zürich 1942, Affoltern am Albis 1944; 2017 und 2018 (Neuauflagen)
- Blick in die Ferne, (deutsch) Zürich 1945
- Über Faschismus, 1948
- Die Axiome der religiösen Erfahrung, Paris 1953; deutsche Erstübersetzung unter dem Titel: Philosophie der Religion: Adorján Kovács (Hg.), Philosophia Eurasia, Wachtendonk 2025, ISBN 978-3-96321-200-0.
- Über das Wesen des Rechtsbewußtseins, München 1956
- Unsere Aufgaben – Artikel von 1948 bis 1954, Paris 1956
- Der Weg zur Evidenz, München 1957
- Das singende Herz – Ein Buch stillen Schauens, München 1958
- Über Finsternis und Aufhellung – Eine Kunstkritik, München 1959